# Radomir
Radomir (in cirillico: Радомир) è un nome proprio di persona russo, serbo e bulgaro maschile.

## Varianti
- Bulgaro
  - Ipocoristici: Радко (Radko)[1]
- Russo: Радимир (Radimir)[1]
- Serbo: Ратомир (Ratomir)
  - Femminili: Радомира (Radomira)[2]

### Varianti in altre lingue
- Ceco: Radomír[1]
  - Femminili: Radomíra[2]
  - Ipocoristici: Radim[1]
- Polacco: Radzimierz[1]
  - Ipocoristici: Radzim[1]

## Origine e diffusione
È composto dagli elementi slavi rad ("cura", "attenzione", oppure "felice", presente anche nel nome Milorad) e mer ("grande", "famoso"). Il secondo elemento è stato associato comunque anche al termine mir, che significa "pace" o "mondo", presente in una gran quantità di nomi slavi come Vladimiro, Mircea, Dragomir, Mira e via dicendo.

## Onomastico
L'onomastico si può festeggiare l'11 ottobre, in memoria di san Gaudenzio, al secolo Razdim o Radim, arcivescovo di Gniezno.

## Persone
- Radomir Antić, calciatore e allenatore di calcio serbo
- Radomir Đalović, calciatore montenegrino
- Radomir Putnik, generale e politico serbo

### Variante Radim
- Radim Gaudentius, vescovo ceco
- Radim Kučera, calciatore ceco
- Radim Řezník, calciatore ceco
- Radim Wozniak, calciatore ceco

### Altre varianti
- Ratomir Dujković, allenatore di calcio e calciatore serbo
- Radomiro Tomic, politico cileno
- Ratomir Tvrdić, cestista jugoslavo